# Meuselwitz
Meuselwitz – miasto w Niemczech, w kraju związkowym Turyngia, w powiecie Altenburger Land.
W czasie II wojny światowej istniał tu nazistowski obóz pracy przymusowej prowadzony przez koncern HASAG.

## Współpraca
Miejscowości partnerskie:
- Lauffen am Neckar, Badenia-Wirtembergia
- Zirndorf, Bawaria (kontakty utrzymuje dzielnica Wintersdorf)